# 1177.
◄ | 11. stoljeće | 12. stoljeće | 13. stoljeće | ►
◄ | 1140-ih | 1150-ih | 1160-ih | 1170-ih | 1180-ih | 1190-ih | 1200-ih | ►
◄◄ | ◄ | 1174. | 1175. | 1176. | 1177. | 1178. | 1179. | 1180. | ► | ►►
Arhitektura • Astronomija • Knjige • Književnost • Kršćanstvo • Medicina • Pravo • Promet • Znanost

## Događaji
- 13. ožujka – Papa Aleksandar III. na putu za Mletke ušao na bijelom konju u Zadar gdje su ga, kako je zapisao kroničar u papinoj pratnji, narod i svećenstvo svečano dočekali uz gromko pjevanje na hrvatskom jeziku te je odatle produžio duž istarske obale prema Mletcima ususret caru Fridriku I. Barbarossi.

## Rođenja
- Filip Švapski, rimsko-njemački kralj, vojvoda Švapske, markgrof Tuscije, „izabrani“ biskup Würzburga (u. 1208.)

## Vanjske poveznice
|  | Zajednički poslužitelj ima još gradiva o temi 1177. |